# Республиканский музей изобразительных искусств
Республиканский музей изобразительных искусств (ГБУК РМЭ «РМИИ») — государственное бюджетное учреждение культуры Республики Марий Эл, музей в городе Йошкар-Ола. Создан 17 августа 1981 года как Республиканский выставочный зал.

## История
17 августа 1981 года был создан Республиканский выставочный зал. Выставочная деятельность началась 13 ноября 1981 года с выставки «Художники театра и кино» (Москва). С тех пор было осуществлено множество выставочных проектов. Среди них — персональные выставки российских авторов с мировым именем: Ивана Глазунова, Николая Рериха, Сергея Андрияки и других. Благодаря сотрудничеству с крупными музеями России, были реализованы проекты «Сокровища Эрмитажа», «Искусство Голландии и Фландрии XVII—XVIII вв.», «Петербург в гравюрах русских художников XVII—XIX вв.», «Произведения русской живописи XVIII—XX вв.», «Западноевропейское прикладное искусство XI—XX вв.». Музей активно работает с творчеством финно-угорских художников из Эстонии, Финляндии, Венгрии, сотрудничает и с сопредельными с РСФСР республиками. С конца 1980-х годов развивалась целенаправленная выставочная деятельность по укреплению межнациональных отношений, экспонировались произведения художников из других национальных республик.
1 января 1990 года Республиканский выставочный зал был преобразован в Республиканский музей изобразительных искусств.
4 ноября 2007 года в городе была открыта Национальная художественная галерея, которая является структурным подразделением Республиканского музея изобразительных искусств.

## Современность
Выставочная деятельность музея сегодня строится как система постоянной экспозиции «Марий тӱс» («Марийский колорит») и временных выставок. Приоритетным направлением в выставочной деятельности музея является пропаганда творчества марийских художников. Традиционно залы музея принимают художников республики на отчётной выставке Марийского регионального отделения Союза художников России «Край Марийский». В рамках проекта «Знакомство с новыми именами» предоставляются залы начинающим живописцам, детям, людям с ограниченными возможностями.

## Здание
4-этажное здание по улице Гоголя построено по индивидуальному проекту В. И. Бабенко в 1980 году в центре города Йошкар-Ола. Проектом была предусмотрена музейная направленность. Своеобразно решён главный фасад, расчленённый на три вертикальных блока под углом 45° по отношению к улице, что создаёт игру света. Экспозиционно-выставочная площадь составляет более 1500 м².

## Фонды
В фондах собраны графические работы 1920—1930-х годов Константина Кузнецова, фарфоровая пластика 1930—1970-х годов Павла Кожина, Софьи Тугариновой, произведения российской и советской графики с XIX века до наших дней. Отдельной линией представлено современное направление в марийском изобразительном искусстве — произведения художников-этнофутуристов и этносимволистов.